# Région militaire (Algérie)
 (novembre 2019).
Si vous disposez d'ouvrages ou d'articles de référence ou si vous connaissez des sites web de qualité traitant du thème abordé ici, merci de compléter l'article en donnant les références utiles à sa vérifiabilité et en les liant à la section « Notes et références ».
Région militaire (RM) est une instance territoriale de l'Armée nationale populaire, le territoire algérien est subdivisé en six régions militaires. Les grandes unités de l'armée nationale populaire stationnées sur le territoire d'une région militaire sont structurées en plusieurs grandes unités (divisions et brigades) et sont sous les ordres du commandant de cette région.

## Historique
En 1964, les autorités algériennes décident de mettre en place cinq régions militaires en remplacement des sept initiales. Les cinq retenues couvrent l'ensemble du territoire algérien, à savoir : le centre (Blida), l'ouest-Algérien (Oran), l'ouest-Saharien (Colomb-Béchar), l'est-Saharien (Ouargla) et l'est-Algérien (Constantine). Les régions militaires centrées sur la Kabylie et la région du sud des Aurès sont supprimées.
Chaque région militaire comprend un quartier général opérationnel. Le commandement des régions militaires assure la responsabilité de l'administration des infrastructures militaires, de la logistique, du logement et de la formation des conscrits. Ceux-ci sont essentiellement des militaires appelés dans le cadre du service militaire obligatoire.

## Organisation

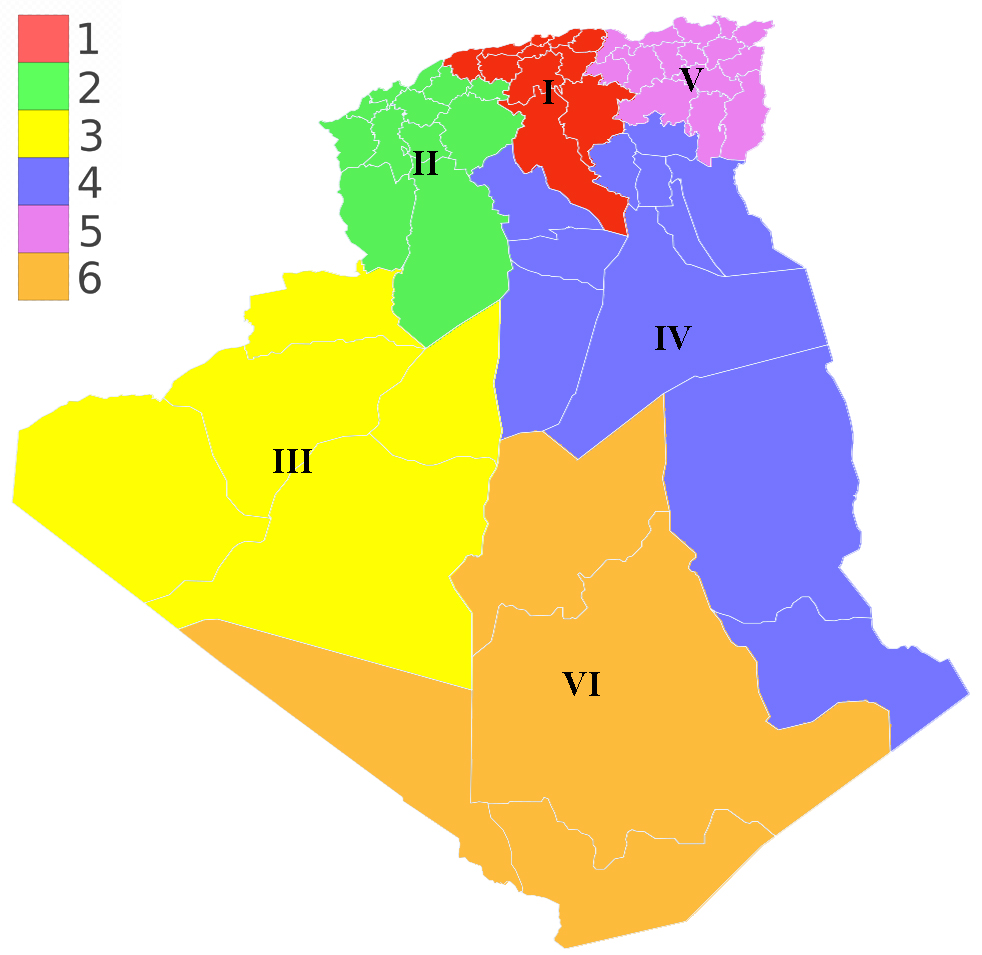
La carte des Régions militaires algériennes

| Région | Région | Siège       | Ressort territorial |
| ------ | ------ | ----------- | --- |
|        | RM I   | Blida       | wilaya d'Alger, wilaya de Blida, wilaya de Médéa, wilaya de Boumerdès, wilaya de Bouira, wilaya de Tizi Ouzou, wilaya de Tipaza, wilaya de Chlef, wilaya de Djelfa, wilaya d'Aïn Defla, wilaya de M'Sila                                                                                                |
|        | RM II  | Oran        | Wilaya d'Oran, wilaya de Tlemcen, wilaya de Sidi Bel Abbès, wilaya de Mostaganem, wilaya de Tiaret, wilaya d'Aïn Témouchent, wilaya de Mascara, wilaya d'El Bayadh, wilaya de Naâma, wilaya de Relizane, wilaya de Tissemsilt, wilaya de Saïda                                                          |
|        | RM III | Béchar      | wilaya de Béchar, wilaya de Tindouf, wilaya d'Adrar, wilaya de Timimoun, wilaya de Béni Abbès. |
|        | RM IV  | Ouargla     | wilaya d'Ouargla, wilaya de Laghouat, wilaya d'Illizi, wilaya d'El Oued, wilaya de Ghardia, wilaya de Biskra, wilaya de Touggourt, wilaya d'Ouled Djellal, wilaya d’El Meghaier, wilaya d’El Meniaâ, wilaya de Djanet                                                                                   |
|        | RM V   | Constantine | wilaya de Constantine, wilaya d'Annaba, wilaya de Batna, wilaya de Khenchela, wilaya de Souk Ahras, wilaya d'Oum El Bouaghi , wilaya de Béjaïa, wilaya de Bordj Bou Arreridj, wilaya de Sétif, wilaya de Jijel, wilaya de Skikda, wilaya d'El Tarf, wilaya de Guelma, wilaya de Mila, wilaya de Tébessa |
|        | RM VI  | Tamanrasset | wilaya de Tamanrasset, wilaya d'In Salah, wilaya d'In Guezzam, wilaya de Bordj Badji Mokhtar |

## Commandement

### Région militaire I
- Colonel Mohamed Abdelghani (1962-1964)
- Colonel Saïd Abid (1964-1967)
- Colonel Abdallah Belhouchet (1967-1979)
- Général Mohamed Attailia (1979-1988)
- Général major Ahmed Djenouhat (1988-1994)
- Général major Saïd Bey (1994-1997)[4].
- Général major Rabah Boughaba (1997-2000)
- Général major Fodil Cherif Brahim (2000-2004)
- Général major Lahbib Chentouf (2004-2018)
- Général major Ali Sidane (depuis 2018)

### Région militaire II
- Colonel Ahmed Boudjenane (1962-1963)
- Colonel Chadli Bendjedid (1964-1978)
- Colonel Kamel Abderrahim (1979-1984)
- Général Hocine Benmaalem (1984-1989)
- Général major Khelifa Rahim (1989-1992)[5]
- Général major Ahmed Gaïd Salah (1992-1994)
- Général major Mohamed Bekhouche (1994-1996)[5]
- Général major Kamel Abderrahmane (1996-2004)[5]
- Général major Saïd Bey (2004-2018)
- Général major Meftah Souab (2018-2020)[6]
- Général major Djamel Hadj Laaroussi (septembre 2020 - décembre 2022})[7]
- Général-major Mohamed Brakni (depuis décembre 2022)[8]

### Région militaire III
- colonel Mohamed saleh yahiaoui (1965-1969)
- Colonel Mohamed Zerguini (1969-1975)
- Commandant Soufi Salah (-)
- Colonel Salim Saadi (1974-1979)[9],[10].
- Colonel Khaled Nezzar (1979-1982)
- Colonel Hachichi Zine El Abidine (1982-1983)[10]
- Colonel Liamine Zéroual (1983-1987)
- Colonel Mohamed Betchine (1987-1987)
- Général Ahmed Gaïd Salah (1990-1992)
- Général major Saïd Bey (1992-1994)
- Général Hocine Benhadid (1994-1995)
- Général major Zoubir Ghedaidia (1995-2000)
- Général major Ahcene Tafer (2000-2004)
- Général major Saïd Chengriha (2004-2018)
- Général major Mustefa Smaïli (2018 - novembre 2024)[11]
- Général major Foudil Nacereddine (depuis le 12 novembre 2024)[12].

### Région militaire IV
- Colonel Mohamed Chabani (1962-1964)
- Commandant Amar Mellah (1964-1965)
- Colonel Mohamed Attailia (1969-1979)
- Colonel Hocine Benmaalem (-1984)
- Colonel Mohamed Betchine (1984-1987)
- Colonel Mohamed Ghenim (1987-1992)
- Mohamed Bekhouche (1992-1993)
- Général Fodil Saïdi (1994-1996)
- Général major Madjid Saheb (1996-2005)
- Général major Abderrazak Cherif (2005-2018)
- Général major Hassen Alaïmia (2018 - 2020)[13]
- Général major Amar Tlemsani[14] (Depuis juillet 2020)

### Région militaire V
- Colonel Chadli Bendjedid (1962-1964)
- Commandant Abdallah Belhouchet (1964-1967)
- Colonel Mohamed Abdelghani (1967-1974)
- Colonel Hachemi Hajeres (1974-1982)
- Colonel Khaled Nezzar (1982-1984)
- Colonel Habib Khelil (1984-1987)
- Colonel Liamine Zéroual (1987-1988)
- Général Mohamed Lamari (1988-1992)
- Général major Abdelhamid Djouadi (1992-1994)
- Général major Rabah Boughaba (1994-1997)
- Général Ali Djemai (1997-2000)
- Général major Saïd Bey (2000-2004)
- Général major Kamel Abderrahmane (2004-2005)
- Général major Ben Ali Ben Ali (2005-2015)
- Général major Ammar Athamnia (2015 - mars 2020)
- Général-major Noureddine Henbli (depuis le 10 mars 2020)[15]

### Région militaire VI
- Colonel Mustapha Abid (1956-1958)
- Colonel Lakhal Ayat (1979-1981)

- Colonel Liamine Zeroual (1982-1983)
- Général major Belkacem Kadri (1991-2000)
- Général major Braham Belguerdouh (2000-2001)
- Général major Ben Ali Ben Ali (2001-2005)
- Général major Meftah Souab (2005-2018)
- Général major Mohamed Adjroud (depuis 2018)